# Rudolf Spielmann
Pour les articles homonymes, voir Spielmann.
Rudolf Spielmann, né le 5 mai 1883 à Vienne et mort le 20 août 1942 à Stockholm, est un joueur d'échecs autrichien. 
Il était à la fois surnommé « le maître de l'attaque » et « le dernier chevalier du gambit du roi ». Son jeu était régulièrement ponctué de sacrifices et de thèmes nouveaux qui imposaient à son adversaire de jouer pour le gain. Par exemple, lors du tournoi de Carlsbad en 1923, aucune de ses parties ne s'est terminée par une nulle.

## Biographie
Né dans une famille juive en 1883, deuxième enfant de Moritz et Cecilia Spielmann, il avait un frère aîné, Léopold, et deux sœurs, Jenni et Irma. Moritz Spielmann était rédacteur en chef d'un journal à Vienne et aimait jouer aux échecs pendant son temps libre. Il a ainsi initié au jeu ses fils Léopold et Rudolf, dès l'âge de 4 ou 5 ans, et ce dernier a rapidement commencé à développer une aptitude pour cela. 
Rudolf Spielmann était avocat de formation mais n'a jamais exercé sa profession. 
Il était dévoué à ses nièces et neveux, bien qu'il ne se soit jamais marié ni eut d'enfants. 

### Durant les guerres

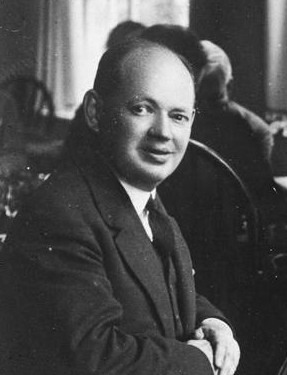
Rudolf Spielmann (après 1920).

Comme beaucoup de ses contemporains juifs, dont Lasker, Tarrasch, Rubinstein et Alekhine, Rudolf Spielmann a beaucoup souffert des troubles qui ont affligé l'Europe à partir de 1914. Ses performances en tournoi après la Première Guerre mondiale étaient plus incohérentes que dans la période d'avant-guerre ; bien qu'il ait continué à remporter de brillantes victoires, il a également perdu de nombreux matchs de manière désastreuse.
En 1934, Spielmann a fui Vienne en raison de la montée des sympathies pro-nazies dans la ville et a déménagé aux Pays-Bas. En 1938, après l'Anschluss, il se rend à Prague pour être avec son frère Léopold, mais l'armée allemande occupe la Tchécoslovaquie quelques mois plus tard. 
En décembre 1938, Rudolf Spielmann a réussi à fuir en Suède avec l'aide d'un ami et de la Fédération suédoise des échecs. Il espérait atteindre finalement l'Angleterre ou les États-Unis, et travaillait dur pour gagner l'argent pour le passage outre-mer, en jouant des matchs d'exhibition, en écrivant des chroniques sur les échecs et un livre intitulé Mémoires d'un maître d'échecs. Cependant, la Seconde Guerre mondiale faisait rage et certains membres de la Fédération suédoise des échecs avaient des sympathies nazies et n'aimaient pas le Spielmann juif. Son livre a été retardé à plusieurs reprises et n'a jamais été mis en presse. 
Dans une extrême pauvreté, Spielmann est devenu de plus en plus renfermé et déprimé, et un jour d'août 1942, il s'est enfermé dans son appartement de Stockholm et n'a pas émergé pendant une semaine. Le 20 août, des voisins ont appelé la police pour le surveiller. Ils sont entrés dans l'appartement et ont trouvé Spielmann mort. La cause officielle du décès était une maladie cardiaque ischémique, mais il a été affirmé qu'il s'était intentionnellement affamé. 
Son frère Leopold Spielmann fut arrêté en Tchécoslovaquie en 1938 et mourut dans un camp de concentration quelques années plus tard. L'une de leurs sœurs a également péri dans un camp ; l'autre a survécu à la guerre mais ne s'est jamais remise mentalement de l'épreuve de celle-ci et a fini par se suicider.
Rudolf Spielmann a été enterré à Stockholm, sa pierre tombale portant la mention Rastlös flykting, hårt slagen av ödet (« Un fugitif sans repos, frappé durement par le destin »).

Le grand maître américain Reuben Fine dit à son propos :
« En apparence et dans ses habitudes personnelles, Spielmann était l'individu vivant le plus doux. La bière et les échecs étaient les grandes passions de sa vie ; dans ses dernières années, au moins, il ne se souciait guère d'autre chose. Peut-être que ses jeux d'échecs étaient-il devenus autant vigoureux pour compenser une vie autrement sans incident ».

## Carrière

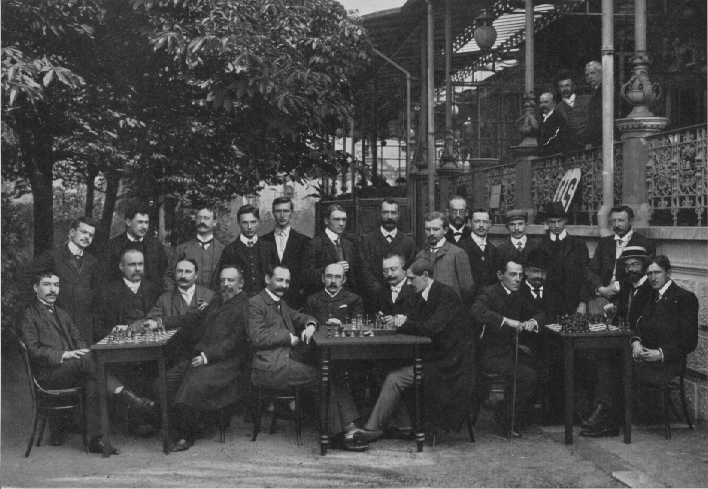
Tournoi d'échecs de Karlsbad de 1907 : (assis) Rubinstein, Marco, Fähndrich, Tschigorin, Schlechter, Hofter, Tietz, Maróczy, Janowski, Dr. Neustadtl, Drobny, Marshall, (debout) Niemzowitsch, Wolf, Mieses, Cohn, Johner, Leonhardt, Salwe, Vidmar, Berger, Spielmann, Dus-Chotimirski, Tartakower,Dr. Olland.

Malgré la forte opposition, dans les années 1910 et les années 1920, d'Alekhine, de Capablanca, de Lasker, de Tarrasch, de Rubinstein, de Nimzowitsch et de Tartakover, Spielmann obtint de bons résultats dans plusieurs tournois, gagnant 33 des 120 tournois auxquels il participa, dont notamment :
- Stockholm en 1919 (devant Rubinstein, Bogoljubov et Réti) ;
- Tœplitz-Schœnau 1922 (ex æquo avec Réti, devant Grünfeld, Tartakover, Rubinstein, Teichmann, Mieses et Tarrasch)
- Semmering en 1926 (devant Alekhine, Tartakover, Vidmar, Nimzowitsch, Rubinstein, Janowski, Réti et Tarrasch) ;
- Vienne 1926 ;
- Magdebourg en 1927 (congrès allemand d'échecs, gagné devant Bogoljubov).

En 1929, il finit deuxième ex æquo avec Capablanca du fort tournoi de Carlsbad remporté par Aron Nimzowitsch. En 1909, il avait terminé troisième du très fort tournoi de Saint-Pétersbourg. En 1922, il fut deuxième à Bad Pistyan (devant Alekhine, Réti, Tarrasch et Euwe, tournoi remporté par Bogojubov).
Spielmann est l'auteur du classique Richtig opfern! (L'Art du sacrifice aux échecs) publié en 1935 et traduit en français aux éditions Payot.
Il était connu comme « Le Maître de l'Attaque » et « Le Dernier Chevalier du Gambit du Roi ». Son jeu de casse-cou était plein de sacrifices, d'éclats et de belles idées. Cela a été illustré, par exemple, dans le tournoi de Carlsbad de 1923 , où il n'a pas eu un seul match nul (avec cinq victoires et douze défaites).

## Résultats contre Capablanca
Spielmann est l'un des rares joueurs à avoir gagné plus d'une partie contre Capablanca, joueur très difficile à battre, et plus rare à avoir un bilan nul contre lui (+2 -2 =8). Il a obtenu ses deux victoires presque immédiatement après qu'Alekhine eut pris la couronne des mains de Capablanca en 1927 : à Bad Kissingen (1928) et à Carlsbad en 1929. Voici l'une des victoires de Spielmann : 
Capablanca-Spielmann
Tournoi de Bad Kissingen, 1928
1.d4 d5 2.c4 c6 3.Cc3 Cf6 4.Cf3 dxc4 5.e3 b5 6.a4 b4 7.Ca2 e6 8.Fxc4 Fe7 9.O-O O-O 10.b3 c5 11.Fb2 Fb7 12.Cc1 Cc6 13.dxc5 Ca5 14.Ce5 Cxc4 15.Cxc4 Fxc5 16.Cd3 Dd5 17.Cf4 Dg5 18.Fxf6 Dxf6 19.Tc1 Tfd8 20.Dh5 Tac8 21.Tfd1 g6 22.Txd8+ Dxd8 23.De5 Fe7 24.h3 Tc5 25.Da1 Ff6 26.Td1 Td5 27.Txd5 exd5 28.Ce5 Dd6 29.Cfd3 Fa6 30.De1 Fxe5 31.Cxe5 Dxe5 32.Dxb4 Fd3 33.Dc5 Db8 34.b4 Db7 35.b5 h5 36.Dc3 Fc4 37.e4 De7 38.exd5 Fxd5 39.a5 De4  0-1

## Publications
- (de) Rudolf Spielmann, Ein Rundflug durch die Schachwelt, Walter de Gruyter, Berlin 1929
- Rudolf Spielmann, L'Art du sacrifice aux échecs, Éd. Payot-Diffec, 1977

## Citations
- Selon Richard Réti, Rudolf Spielmann démontrait des « capacités inhabituelles dans les situations complexes, situations où il évoluait avec aise » (traduction libre de (en) unusual resourcefulness in complicated situations, in which he felt perfectly at home).

- Spielmann déclarait qu'« un bon sacrifice est celui qui, sans être nécessairement correct, laisse l'adversaire dans la confusion et l'étonnement » (traduction libre de (en) A good sacrifice is one that is not necessarily sound but leaves your opponent dazed and confused).

- Spielmann a affirmé : « Jouez l'ouverture comme un livre, le milieu de partie comme un magicien et la fin de partie comme une machine » (traduction libre de (en) Play the opening like a book, the middle game like a magician, and the endgame like a machine)[2].